# Bohaterowie z Wapna
Bohaterowie z Wapna – film dokumentalny w reżyserii Jerzego Jernasa (poznańskiego dokumentalisty i autora teledysków), poświęcony tragedii górników z Wapna, ofiar katastrofy z 1977, kiedy to wody zaskórne zalały kopalnię, a 1400 osób straciło dachy nad głową.

## Charakterystyka
Tragedia w Wapnie była przyczyną upadku miejscowości, która już nigdy potem nie odzyskała dawnej siły gospodarczej. Reżyser wpadł na pomysł nakręcenia filmu w 2009, podczas Wągrowieckich Warsztatów Filmowych. W filmie występują wapieńscy górnicy, zarówno ci, którzy wyemigrowali do Kłodawy (Kopalnia Soli Kłodawa), jak i ci, którzy pozostali na miejscu.
Premiera filmu nastąpiła w sobotę, 4 grudnia 2010 (godz. 13.00) w klubie Viva w Wapnie i była powiązana z obchodami 100-lecia kopalni w Wapnie. 